# 산딸기 2
《산딸기 2》(Wild Strawberries 2)는 한국에서 제작된 김수형 감독의 1984년 멜로/로맨스 영화이다. 마흥식 등이 주연으로 출연하였고 서종호 등이 제작에 참여하였다.

## 출연

### 주연
- 마흥식
- 선우일란[2]

### 조연
- 유영국
- 여운계

## 기타
- 조명: 장기종